# باشگاه فوتبال یوتها
باشگاه فوتبال یوتها یک باشگاه فوتبال در وینتیان، لائوس بود. این باشگاه که در سال ۱۹۹۷ تأسیس شد، قبلاً با نام ام‌سی‌تی‌پی‌سی (وزارت ارتباطات، حمل و نقل، پست و ساخت و ساز) شناخته می‌شد، و سپس در سال ۲۰۰۸ نام خود را به ام‌پی‌وی‌تی (وزارت کارهای عمومی و حمل و نقل) تغییر داد. این باشگاه برای فصل ۲۰۱۲ دوباره نام خود را به یوتها تغییر داد. این باشگاه ۳ قهرمانی لیگ لائوس در سال‌های ۲۰۰۲، ۲۰۰۳ و ۲۰۱۱ و جام نخست‌وزیری در سال‌های ۲۰۰۳ و ۲۰۰۷ را کسب کرده است.